# Onosma tricerosperma
El ojo de lobo  (Onosma tricerosperma) es una planta de la familia de las boragináceas.

## Descripción
Similar a Onosma frutescens pero con los tallos floríferos ramificados. Núculas verrugosas, por lo general con 3 cuernos cortos. Florece en primavera.

## Hábitat
Zonas secas arenosas o rocosas.

## Distribución
Centro y sur de la península ibérica.

## Subespecies
- Onosma tricerosperma Lag. subsp. granatensis (Debeaux & Degen) Stroh

Es planta toda ella cubierta de cerdas canas, con las hojas estrechas y romas y con las flores péndulas, destacando la corola glabra, amarilla y tubuloso-acampanada. La especie posee los frutos dotados de cuernecitos que faltan en la subespecies. Crece en dominios calizos de altas montañas andaluzas, particularmente en las granadinas, prefiriendo pedregales de ladera e incluso comportándose como rupícola.